# Atepômaro
Atepômaro (em latim: Atepomarus) na Gália céltica foi um deus curandeiro. Mauvières (Indre), Apolo era associado com este deus na forma Apolo Atepômaro.
Em alguns dos santuários de cura de Apolo (como em Sainte-Sabine, na Borgonha) pequenos manequins de cavalos eram associados a ele. 
A raiz -epo- se refere à palavra "cavalo" nas línguas celtas, e o epíteto é às vezes traduzido como "Grande Cavaleiro" ou "possuindo um grande cavalo". 